# Губенко Антон Олексійович
Анто́н Олексі́йович Губенко (нар. 30 січня (12 лютого) 1908, Чичеріне — 31 березня 1939) — радянський військовий льотчик-винищувач Нанчанської винищувальної групи, вперше в історії радянської авіації застосував повітряний таран, Герой Радянського Союзу (1939).

## Біографія
Народився 12 лютого 1908 року в селі Чичеріне (нині Волноваського району Донецької області України) в сім'ї селянина. Українець. На початку 1920-х років переїхав до брата в місто Маріуполь. Закінчив 7 класів неповної середньої школи та школу ФЗУ в Маріуполі. Працював на залізничній станції Маріуполь, кораблях Азовського морського пароплавства. Потім поїхав на чорноморське узбережжя Кавказу, де півроку працював мисливцем на дельфінів.
У Червоній Армії з травня 1927 року. У 1928 році закінчив Військово-теоретичну школу льотчиків у Ленінграді, в 1929 році — 1-у Качинську військову авіаційну школу льотчиків імені О. Ф. М'ясникова. Служив на Далекому Сході у винищувальній авіації молодшим і старшим льотчиком, командиром ланки.
У квітні 1934 року старший лейтенант Губенко А. О. призначений командиром загону 116-ї винищувальної авіаційної ескадрильї Московського військового округу. Незабаром став інструктором з техніки пілотування бригади. Влітку 1935 року призначений провідним льотчиком з проведення військових випробувань винищувача І-16. На заключному етапі випробувань А. О. Губенко виконав політ на визначення граничних перевантажень. Випробування були виконані на 1,5 місяця раніше терміну, за що нагороджений орденом Леніна. Всього освоїв 12 типів літаків.
Одного разу Губенко став свідком однієї аварії: під час проведення польотів молодий льотчик при зльоті не помітив що знаходиться попереду літак і порубав його хвіст гвинтом. При цьому літак винуватця залишився цілий. Цей випадок навів Губенко на думку застосувати це при крайній необхідності в бою.
13 березня 1938 року — направлений до Китаю. Воював у складі Нанчанской винищувальної групи під командуванням підполковника О. С. Благовещенського. 29 квітня 1938 року в повітряному бою помітив, як японський винищувач переслідує підбитий літак старшого лейтенанта Кравченко Г. П. Попри те, що боєприпаси до того часу в нього скінчилися, Губенко пішов в атаку і відігнав японця. Після цього супроводжував літак Кравченка до місця вимушеної посадки.
31 травня 1938 року о 10:00 старший лейтенант Губенко А. О. вилетів на І-16 у складі групи на перехоплення японських літаків з 18 бомбардувальників і 36 винищувачів, що наближалися до міста Ханькоу. На підступах до міста зав'язався повітряний бій. Наприкінці бою, коли Губенко вже витратив усі боєприпаси, він помітив відстаючий винищувач A5M2 і вирішив привести його на свій аеродром. Він підійшов до противника впритул і знаками запропонував йому сідати. Японець спробував відірватися переворотом через ліве крило. Але Губенко наздогнав його і повторив свою вимогу. Японець здогадався, що в радянського льотчика немає патронів, і спокійно повернув у свій бік. Тоді Губенко вирішив його збити. Він підійшов до літака противника впритул і гвинтом ударив знизу по елерону лівого крила. A5M2 втратив керування й упав на землю. Губенко благополучно приземлився на своєму аеродромі. За цей подвиг нагороджений Золотим орденом Китайської республіки.
26 червня 1938 року, відображаючи наліт японської авіації на Ханькоу, вступив в бій з винищувачами супроводу і був збитий. Приземлився на парашуті біля свого аеродрому. У Китаї воював до серпня 1938 року. У 7 повітряних боях збив 7 японських літаків.
Звання Героя Радянського Союзу з врученням ордена Леніна Антону Олексійовичу Губенко присвоєно 22 лютого 1939 року.
Після повернення на Батьківщину почав готуватися до вступу у Військово-повітряну академію. 8 серпня 1938 року був призначений заступником начальника ВПС Білоруського Особливого військового округу. Жив із родиною в місті Смоленську.
31 березня 1939 року полковник Губенко, відпрацьовуючи під час навчань розроблену ним методику завдавання штурмового удару, загинув в авіаційній катастрофі. Був похований на Смоленському цвинтарі біля костелу. У травні 1971 року бюро Смоленського обласного комітету КПРС ухвалило рішення про увічнення пам'яті А. О. Губенко. За цим рішенням його останки були перепоховані у сквері героїв Вітчизняної війни біля стіни смоленського кремля.

## Нагороди, пам'ять

Меморіальна дошка в Маріуполі

Нагороджений двома орденами Леніна, орденом Червоного Прапора. Національний Герой Китаю (1938), нагороджений китайським Золотим орденом.
Ім'я Героя носять школа № 3 в Маріуполі і одна зі шкіл у місті-герої Смоленську. На будівлі ПТУ № 3 в Маріуполі, в якому він навчався, встановлено меморіальну дошку. У місті Ханькоу (Китай) йому споруджено пам'ятник.